# جلال الدين بن هبة الله
جلال الدين أبو بكر محمد بن عمر محمد النصيبي الحلبي المعروف بـجلال الدين بن هبة الله (مايو 1447 - 13 ديسمبر 1510) (ربيع الأول 851 - 13 رمضان 916) عالم مسلم وقاضي شامي من أهل القرن الخامس عشر الميلادي/ التاسع الهجري. من فقهاء الشافعية، من أهل حلب. ولد بها. ونشأ وتعلم بالقاهرة. وناب في القضاء بها وبدمشق وحلب. له «الإبهاج» في فقه الشافعية، جعله تعليقا على كتاب المنهاج الطالبين للنووي، و«مجموع» كبير في الأدب. توفي عن عمر ناهز 63 عامًا.